# Saltholmen
Saltholmen (lit. ilhota do sal)  é uma antiga ilha – hoje em dia península – situada no litoral sudoeste da cidade de Gotemburgo, no sul da Suécia.
Está localizada na margem sul da foz do rio Göta älv, no lugar onde este rio despeja as suas águas no fiorde de Älvsborg (Älvsborgsfjorden), antes de estas chegarem ao estreito de Categate.

A pequena ilha rochosa de Saltholmen é um popular local de banho e de lazer.                      Alberga também o cais de embarque e desembarque dos barcos de carreira (färjeterminal) para as ilhas do arquipélago do Sul de Gotemburgo, junto à paragem (br: parada) final do elétrico (br: bonde) ligando o local ao centro da cidade de Gotemburgo.

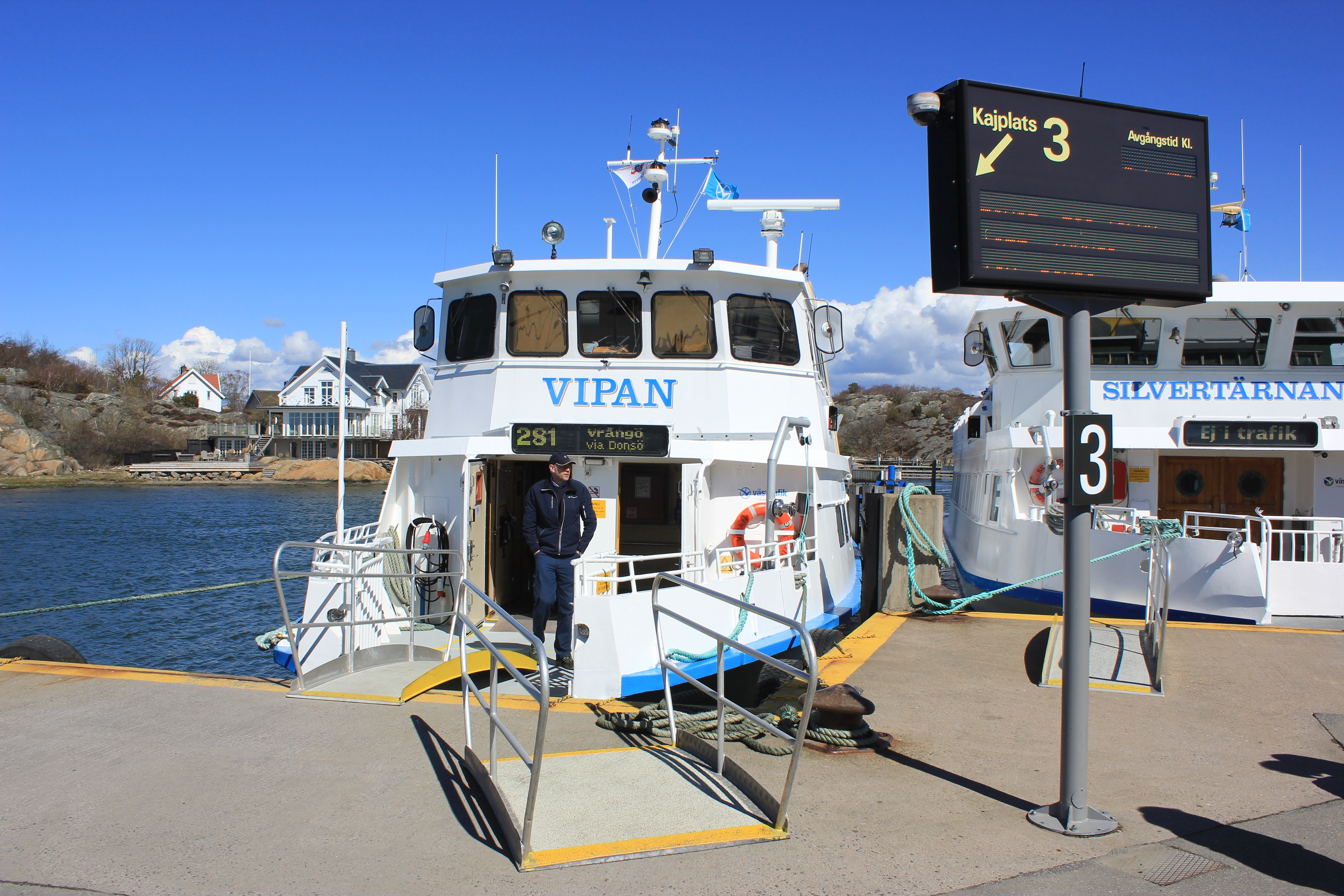
Barcos de carreira para as ilhas
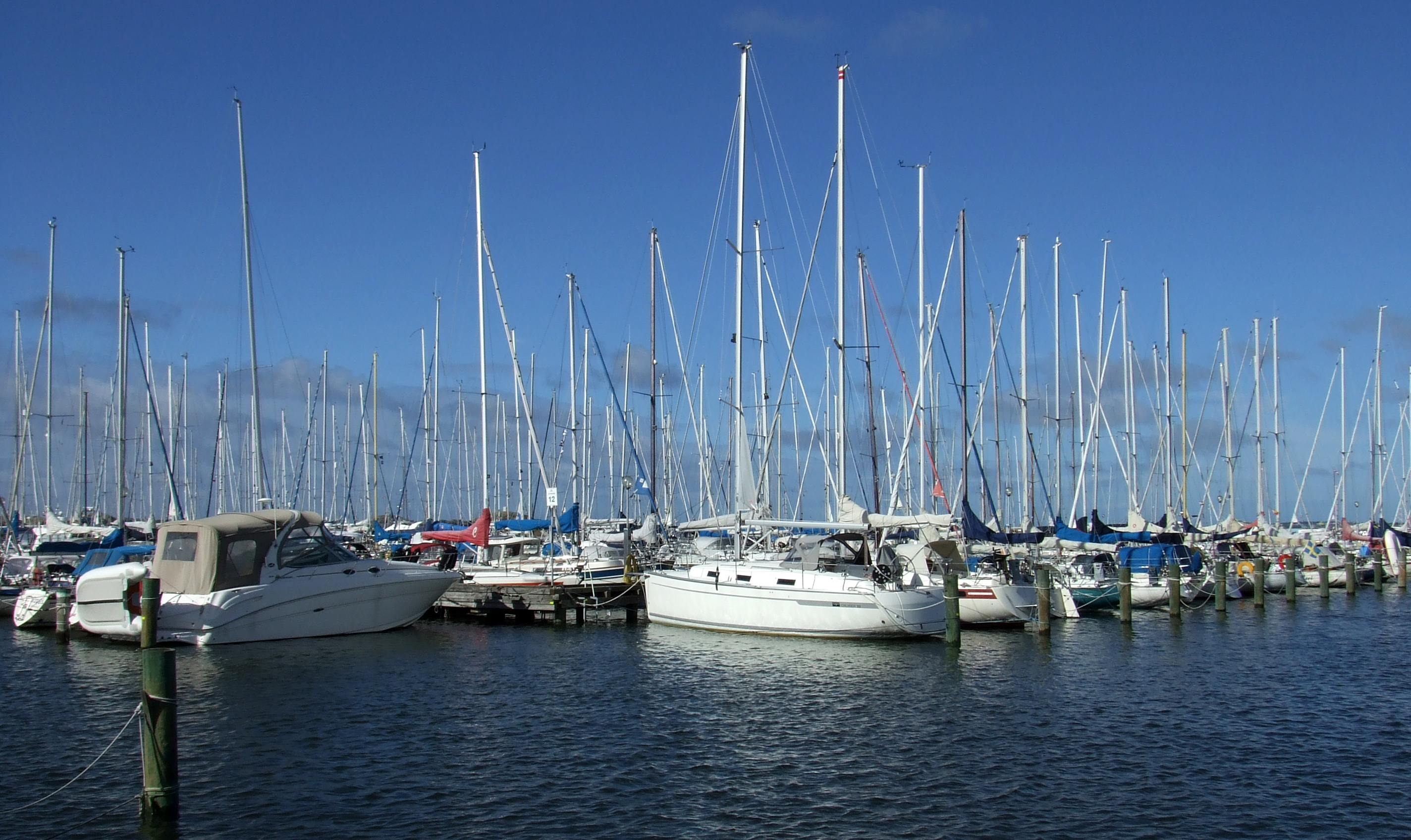
Barcos de recreio
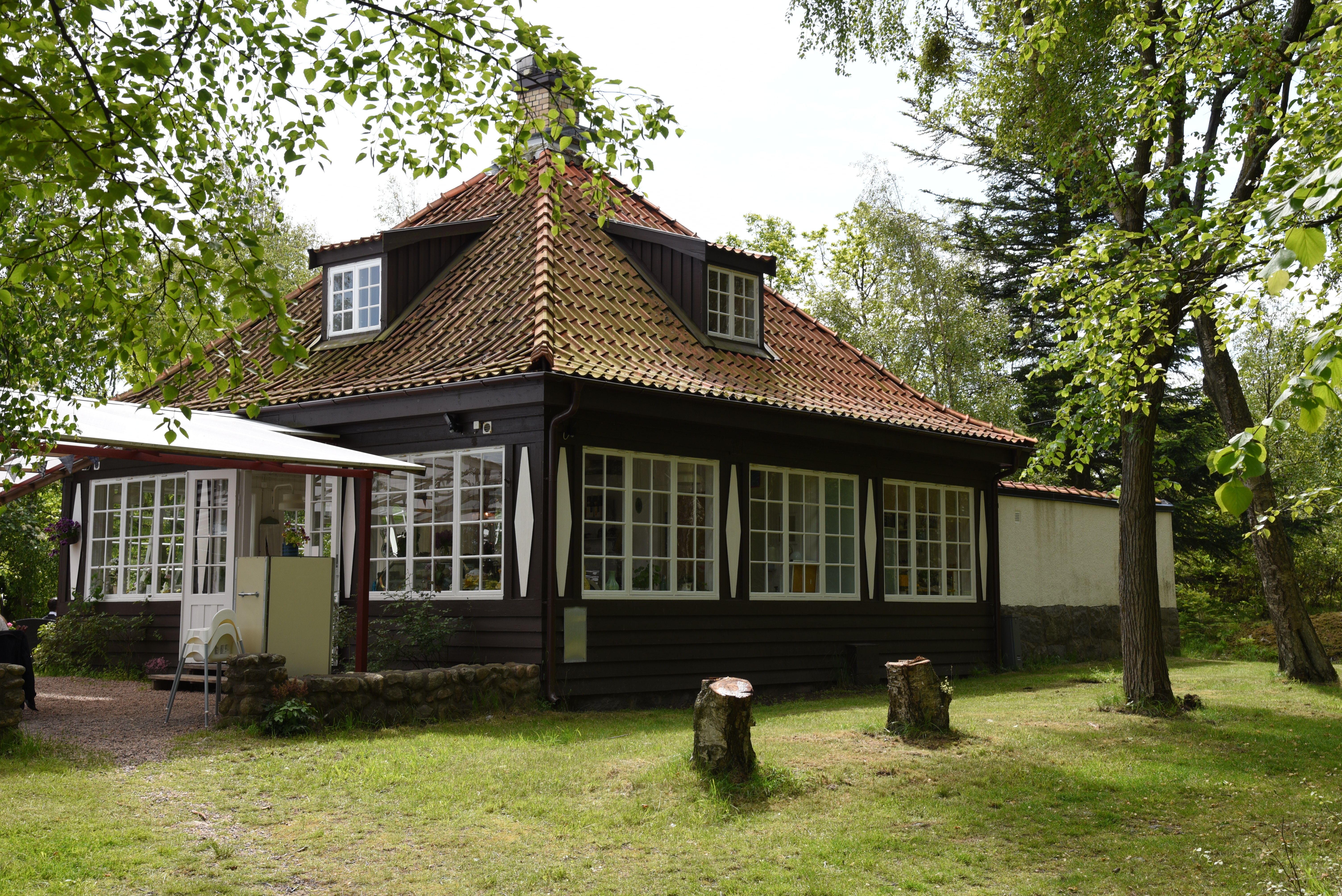
O café de Saltholmen
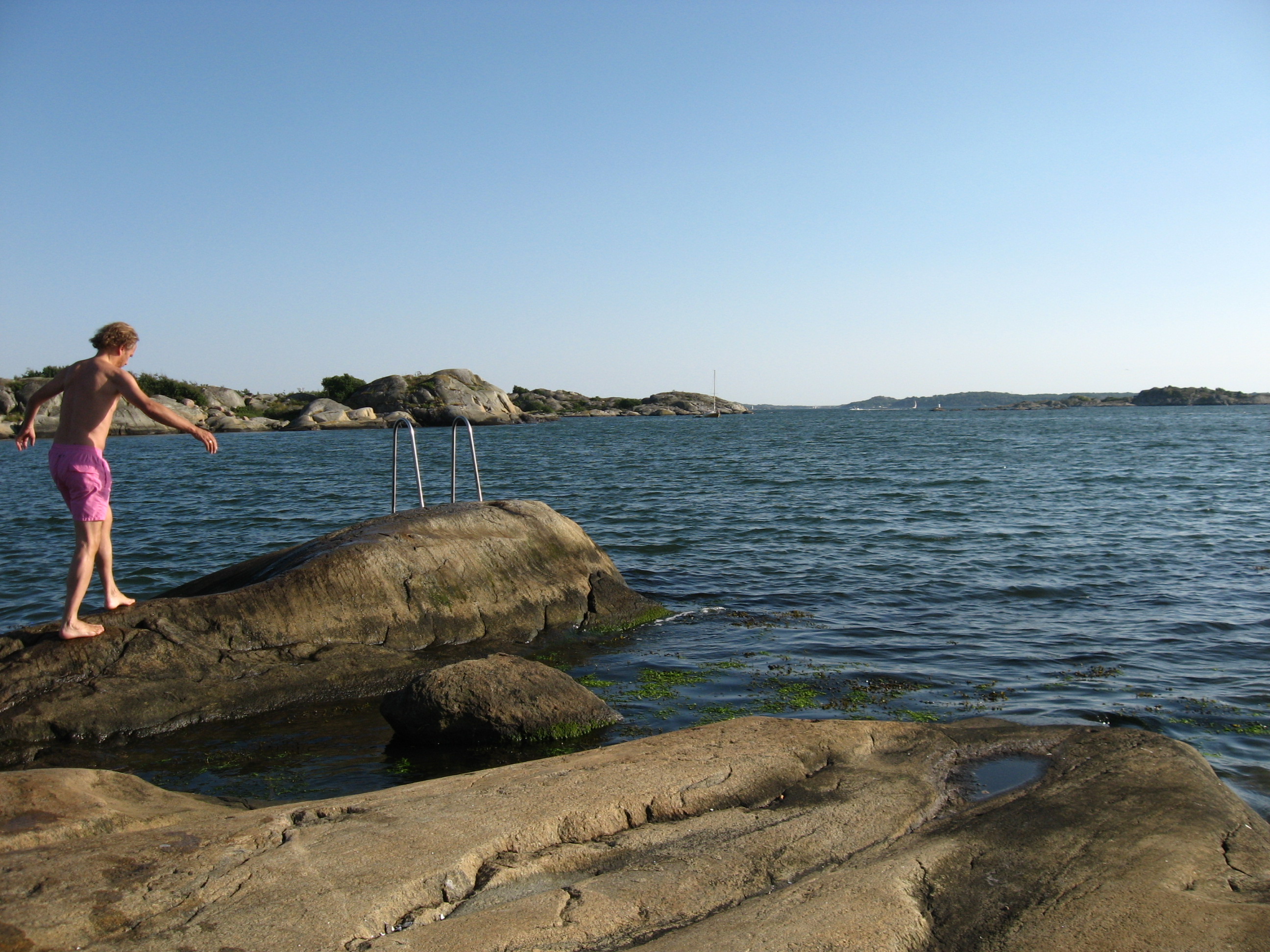
Banho em Saltholmen